# Альфред I Віндіш-Грецький
Альфред I цу Віндіш-Грец (нім. Alfred Candidus Ferdinand Fürst zu Windisch-Grätz; 11 травня 1787, Брюссель — 21 березня 1862, Відень) — австрійський фельдмаршал (1848), який командував придушенням повстань в Празі, Відні та Угорського повстання 1848—1849 років.
Представник штирійського роду Віндішгреців. Син графа Йосипа фон Віндішгреца (1744—1802), камергера ерцгерцогині Марії Антуанетти. У 1804 році отримав від імператора титул імперського князя.